# جون تي. كامبل
جون تي. كامبل هو سياسي أمريكي، (و. العقد 1800  م).